# Sonic the Hedgehog 3
Sonic the Hedgehog 3 (яп. ソニック ザ ヘッジホッグ 3, Сонікку за Хеджіхоггу 3, укр. Їжачок Сонік 3, також просто Sonic 3) — третя відеогра в жанрі платформера з серії Sonic the Hedgehog на гральну консоль Sega Mega Drive, розроблена «Sega Technical Institute» — американським підрозділом компанії Sonic Team. Гра була випущена в 1994 році, 2 лютого в США і 24 лютого в Європі; японська версія вийшла 27 травня.
Sonic 3 є продовженням ігор Sonic the Hedgehog і Sonic the Hedgehog 2. За сюжетом, головний герой їжак Сонік разом із своїм другом лисеням Тейлзом продовжують боротьбу проти лиходія Доктора Роботніка на містичному, ширяючому в хмарах острові. У третій грі вперше з'являється персонаж єхидна Наклз, один з основних героїв пізніших ігор серії Sonic the Hedgehog. Наклз згодом став ігровим персонажем у Sonic & Knuckles — наступній грі серії, яка спочатку планувалася як частина Sonic the Hedgehog 3, але була випущена як окреме продовження до неї, тісно пов'язане сюжетом і з використанням того ж ігрового рушія.

## Сюжет
Sonic the Hedgehog 3 — продовження другої частини, в якій головний герой їжак Сонік знову здобуває перемогу над лиходієм Доктором Еггманом, зруйнувавши його масивну бойову космічну станцію «Яйце Смерті». Еггман зазнає аварії на таємничому острові Ангела, де дізнається, що цей острів, відомий також як Ширяючий острів, здатний літати в хмарах за допомогою семи магічних каменів, Смарагдів Хаосу. Лиходій задумує використати Смарагди, щоб відновити «Яйце Смерті» і знову зробити його боєздатним.
Тим часом Сонік, котрий вже володіє Смарагдами Хаосу, разом зі своїм другом лисеням Тейлзом також прибуває на Острів Ангела. Однак там вони стикаються з новим персонажем — єхидною Наклзом, який є охоронцем острова та його Смарагдів. Наклз був обманутий Доктором Еггманом, який переконав його, що головні герої хочуть викрасти магічні камені, тому він викрадає наявні у Соніка Смарагди і стає його супротивником. Так Сонік і Тейлз вирушають у подорож по різних місцях Ширяючого острова, борючись з бойовими машинами Доктора Роботніка, що заполонили його, і зустрічаючи на своєму шляху перешкоди, які робить їм Наклз. Наприкінці гри вони добираються до бази Роботніка, де він готує до запуску наново відбудоване «Яйце Смерті». У черговий раз перемігши свого ворога, Сонік та Тейлз зривають запуск космічної станції, яка знову падає на Острів Ангела. Подальші події сюжету розвиваються в наступній грі — Sonic & Knuckles.

### Адаптація сюжету
У серпні 1994 року сюжет Sonic 3 був адаптований у 13-му випуску коміксів Sonic the Hedgehog від Archie Comics, де персонаж Наклз також з'являється вперше. Єдиною відмінністю сюжету коміксів від гри є те, що Доктор Еггман планує використовувати для захоплення світу судно на повітряній подушці, а не станцію «Яйце Смерті».

## Ігровий процес
Про основи ігрового процесу див. Ігровий процес Sonic the Hedgehog і Ігровий процес Sonic the Hedgehog 2.

Тейлз тримає Соніка у польоті на рівні «Angel Island».

Sonic the Hedgehog 3 використовує новий рушій In-House, що є вдосконаленим від Sonic the Hedgehog 2, що підтверджується меню вибору рівнів (у ранніх бета-версіях гри коди для входу в меню вибору рівня були схожі). У грі були також змінені спрайти Соніка та Тейлза, дизайн заставок рівнів і бонусних моніторів, а обидва ігрові персонажі отримали спеціальні прийоми. 
При подвійному стрибку їжак Сонік здійснює різке обертання, збільшуючи радіус для ураження ворога і при цьому не торкаючись його. При грі за Тейлза подвійний стрибок дає гравцеві можливість літати — завдяки тому, що лис має два хвости і обертає ними, як пропелерами; якщо дія відбувається у воді, лисеня таким же способом може плавати. У будь-якому випадку після десяти секунд Тейлз втомлюється і змушений знижуватися. У режимі двох гравців Тейлз так само в польоті може підсадити на себе Соніка і доставити його в ті місця, яких той не зможе досягти сам (під водою такий прийом не працює, оскільки через тяжкість Сонік відразу тягне Тейлза вниз). 
Замість єдиного звичайного щита, використовуваного в Sonic the Hedgehog та Sonic the Hedgehog 2, у Sonic 3 присутні три різні види захисту, кожен із своїми властивостями. При грі за Соніка ці щити також змінюють його спеціальну атаку. 
- Електричний щит — дозволяє притягати до Соніка або Тейлза розташовані на відстані кільця; при подвійному стрибку Сонік набирає висоту вдвічі вище. Щит зникає при контакті з водою.
- Вогняний щит — захищає від вогню, вогняних снарядів і лави; при подвійному стрибку Сонік різко пролітає вперед. Також, як і електричний, зникає при контакті з водою.
- Водний щит — дозволяє перебувати під водою без кисню необмежений час; при подвійному стрибку Соник може скакати подібно м'ячу.

З'явилися також монітори з зображенням Доктор Еггмана; цей монітор приймається за звичайного ворога. Якщо Соник його розіб'є, то втратить кільця/життя. 

### Змагальний режим

Гра в змагальному режимі на рівні «Azure Lake».

У грі присутній змагальний режим (англ. Competition) для двох гравців, подібний якому з'явився в попередній грі Sonic the Hedgehog 2. Обидва гравці долають рівні наввипередки в режимі роздвоєного екрану — виграє той, хто швидше прийде до фінішу. На рівнях немає ворогів, але присутні спеціальні бонуси, що впливають на хід змагання: один з бонусів, наприклад, може збільшити швидкість гравця, інший — навпаки, зменшити; інші бонуси гравець може використовувати як пастку для свого опонента, змусивши того пригальмувати, повернутися до точки старту або помінятися з ним позиціями на рівні. Крім використання бонусів, гравці можуть будувати один одному перешкоди, передбачені на самій ігровій карті.
Кожен гравець вибирає собі одного з трьох персонажів — Соніка, Тейлза або Наклза (Сонік та Тейлз мають ті ж здібності посиленої атаки і польоту як в одиночній грі; Наклз, на відміну від Sonic & Knuckles, не може літати і дертися по стінах, і використовує ту ж посилену атаку, що у Соніка). На відміну від Sonic 2, де для гонки використовувалися зони повністю з одиночної гри, в Sonic 3 змагальні карти являють собою п'ять окремих маленьких рівнів, які потрібно подолати в п'ять кіл: 
| № рівня | Назва                                    | Тип                            |
| ------- | ---------------------------------------- | ------------------------------ |
| 1       | Azure Lake (укр. Блакитне озеро)         | Руїни з гірським озером на тлі |
| 2       | Balloon Park (укр. Парк повітряних куль) | Парк розваг                    |
| 3       | Chrome Gadget (укр. Хромований пристрій) | Індустріальний рівень          |
| 4       | Desert Palace (укр. Пустельний палац)    | Пустеля                        |
| 5       | Endless Mine (укр. Нескінченна шахта)    | Гірничодобувні шахти           |

Змагання поділені на три види. У «Grand Prix» обидва гравця проходять усі рівні поспіль як чемпіонату; в кінці його підсумовується час, який той і інший гравці витратили на проходження кожного рівня, і найшвидший гравець перемагає. При грі «Match Race» гравці змагаються на одному вибраному рівні і виграє той, хто швидше закінчить всі п'ять кіл. «Time Attack» розрахований на те, щоб троє гравців поодинці пройшли п'ять кіл вибраного рівня, після чого порівнюється їх витрачений на проходження час.

### Система збережень
Оригінальні картриджі Sonic the Hedgehog 3 були випущені з вбудованою енергонезалежною пам'яттю невеликого обсягу — у вигляді мікросхеми КМОН FM1208S-200CC, виробництва Ramtron International . Завдяки цьому, у грі діє особлива система, що дозволяє зберігати гру, а також кількість очок, життів, зібраних Смарагдів Хаосу і т. д. При входженні в меню «Data Select», де можна вибрати персонажа, присутні кілька слотів для збереження. Гравець може вибрати будь-який з них і почати гру. Кожен пройдений рівень разом з набраними очками там буде зберігатися на слот. Якщо гравець вийшов з гри, то наступного разу, увійшовши в меню, він може вибрати той же слот, на якому збереглася його пройдена гра і почати грати з того рівня, на якому зупинився. 
Якщо ж гравець пройшов всю гру із зібраними Смарагдами, то він почне гру спочатку, але йому не доведеться збирати Смарагди Хаосу: перше телепортаційне кільце буде дорівнювати 50 кілець, після чого Сонік набуває суперформи. 
Зберігати інші ігри можна на інших слотах. Таким чином, гравець може нескінченно набирати очки за проходження.

## Рівні

### Зони
Гра має дванадцять ігрових рівнів і шість зон, по два рівні (акти) у кожній зоні. Головний герой гри, як і раніше, біжить зліва направо. У порівнянні з попередньою грою, акти у цій грі довші за відповідні акти у Sonic the Hedgehog 2. Крім того, наприкінці першого акта тепер є битва з напівбосом. Також помітно відрізняються побудова і музичне супроводження першого і другого актів.

Атака роботів на Острів Ангела.

- Angel Island Zone (укр. Острів Ангела). Перша зона в грі, тропіки з густою рослинністю. Тут зустрічаються лише піки і слабкі вороги. Ближче до кінця першого акту Доктор Роботнік здійснює обстріл острова і підпалює його. В кінці рівня герої підходять до мосту, де їх чекає Наклз. Натиснувши на кнопку, він обвалює міст, переміщаючи Соніка й Тейлза (якщо вони разом) на наступний рівень.

- Hydrocity Zone (укр. Гідромісто). Підводний і швидкісний рівень, який за стилем нагадує «Chemical Plant Zone» із Sonic the Hedgehog 2. Водний щит, якого тут достатньо, порівняно полегшує проходження зони, оскільки без нього герої можуть знаходитися під водою не більше 18 секунд, після чого мають шукати бульби з киснем. Мінібос зони — куля, яка крутиться у всіх напрямках, а потім здіймає вир у воді, з якого герої самі не можуть вийти. У другому акті Сонік знову стикається з Роботніком, що викликає вир і намагаються затягнути героїв туди; якщо йому це вдасться, герої втратять наявні кільця (чи життя).

- Marble Garden Zone (укр. Мармуровий сад). Зона мармурових руїн на Острові Ангелів, виділяється своєю заплутаністю і рекордною кількістю кілець: не рахуючи моніторів, в зоні їх 506. Мінібос зони — дриль, яка сипле зі стелі уламки сталактитів; якщо гравець має на собі будь-який щит, то вони не заподіють йому шкоди. Боси другого акту у Соніка і Наклза (у грі Sonic 3 & Knuckles) помітно різняться. При грі за Соніка, це — битва з Еггманом в повітрі; за Наклза все трохи легше — ЕґРобо простягає два ланцюги, і по одному з них рухається. Після перемоги Сонік з Тейлзом прилітають в Carnival Night Zone.

- Carnival Night Zone (укр. Карнавальна ніч). Популярна зона, дуже схожа на "Casino Night» у Sonic the Hedgehog 2 і «Spring Yard» в Sonic the Hedgehog. Сонік і Тейлз рухаються по нічному карнавальному місту. Зона наповнена несподіваними секретами і пастками, а в другому акті героям перешкоджає вода в басейні. Мінібос зони — невеликий залізний робот, що випускає платформу, яка розбиває цеглини. Бос другого акту — Доктор Еггман, який намагається затягнути Соніка під струм (результат аналогічний босу в Hydrocity Zone; за Наклза (у грі Sonic 3 & Knuckles) бос відсутній).

- Ice Cap Zone (укр. Льодовик). Снігова зона, спочатку якої Сонік прокотиться на сноуборді. Рівень проходиться у швидкому темпі: тому що брили льоду можуть придавити Соніка в будь-який момент, і несподівано, також в другому акті багато підводних прірв. Мінібос зони — снігова машина, що викликає до себе сніжки й кидає в Соніка. Бос другого акту — Еггман з платформою на ланцюгу, яку він висунув спеціально для Соніка, яка, тим не менш, може перетворити його на шматок льоду.

- Launch Base Zone (укр. Стартова база). Величезний майданчик, який Доктор Роботнік використовує для повторного запуску Смертельного Яйця, наповнений прискорювачами, бурами, ліфтами, вогнеметами. Цей рівень досить швидкий, особливо у другому акті, де так само є водна частина. Мінібос зони — руката машина, яка після трьох ударів втрачає одну кінцівку (у Наклза дві такі машини). У кінці другого акту Соніка очікують останні три боса різного ступеня складності. Перший бос — це Роботнік, він висуває міст, з-під якого вилітає ядро. Перемігши його, Сонік сідає в егмобіль і летить на майданчик Яйця. Другий бос тут — триповерхова ракета, з кожною серією соніковських ударів втрачає по поверху, третій бос — Доктор Роботнік у своєму черговому транспорті, що намагається зловити їжака в кліщі (у грі Sonic 3 & Knuckles при грі за Соніка/Тейлза наявні лише перший і другий боси, а в Наклза — перший і третій боси)

### Bonus Stages
У Sonic the Hedgehog 3 існують додаткові рівні — Bonus Stages, які призначені для отримання різних бонусів.
Щоб до нього потрапити, потрібно на звичайному рівні набрати понад 50 кілець, і включити контрольний стовп (такі ж були і в Sonic the Hedgehog 2, тільки тоді вони служили для потрапляння на «Special Stage»), а потім застрибнути у новостворене над ним коло зірочок.
У Sonic 3 бонусний рівень представлений у вигляді шахти з пружинами з боків і внизу; стрибаючи по бічних пружинах, Сонік і Тейлз знищують їх, а з механічного автомата вилітають різні бонуси. Це можуть бути:
- щити: червона куля — вогняний щит; синя — водний щит; жовта (трохи позолочена) — електричний щит;
- кульки: чорна кулька — відбивають Соніка/Тейлза від себе; порожня кулька — не чинить жодного ефекту; сіра кулька з кільцем — дає додаткові 10 кілець; червона кулька «1-up» — додає одне життя; зелена кулька «Rep» — повертає пружини внизу.

Гравець залишає Bonus Stage, якщо він стрибає вниз, а там немає пружин.

### Special Stages

«Special Stage».

Як і в попередніх іграх, в Sonic the Hedgehog 3 існують особливі рівні — «Special Stages», які призначені для збору Смарагдів Хаосу. Потрапити на них гравець може через велике телепортаційне кільце (таке ж малося в кінці актів у Sonic 1), наявне у кількох екземплярах на кожному рівні. 
«Special Stages» у Sonic the Hedgehog 3 являють собою сферичну картату поверхню, виконану в тривимірній графіці, з синіми і червоними сферами. Гравець повинен зібрати всі сині кулі, не наступивши на жодну одну червону — в іншому випадку рівень закінчується поразкою. При цьому на місці кожної зібраної синьої кулі виникає червона. Гравець повинен намагатися збирати кулі якомога швидше, тому що швидкість рівня поступово збільшується. Якщо гравець зібрав всі сині кулі, йому дістається приз — один Смарагд Хаосу певного кольору. Крім синіх і червоних куль, у «Special Stage» присутні прозорі, з червоною зіркою, що відштовхують гравця. 

Схема показує, як гравець може зібрати поле синіх куль і одночасно з цим перетворити його в кільця.

У «Special Stage» також є золоті кільця: ці кільця не пов'язані з тими, що гравець збирає на звичайних рівнях, але зараховують йому додаткові очки в кінці «Special Stage» (кожне кільце — 100 очок), 50 зібраних кілець забезпечують гравцеві додаткове продовження, а якщо зібрані всі можливі кільця на одному «Special Stage», гравець отримує до того ще 50 000 очок (що фактично означає додаткове життя). Не всі кільця можна отримати, просто збираючи ті, що розкидані на рівні. Якщо гравець збере всі крайні сині кулі біля поля зі сторонами не менше трьох куль, воно перетвориться в поле кілець (усі зниклі сині кулі при цьому однаково зараховуються як зібрані). Зібравши всі сім Смарагдів Хаосу в семи рівнях «Special Stage», Сонік отримує можливість перетворитися в Супер Соніка. Для цього гравцеві потрібно на звичайному рівні набрати понад 50-ти кілець, і двічі натиснути на «стрибок». Сонік забарвиться в традиційний золотий колір; він може швидше бігати, вище стрибати, для нього будуть не страшні ні вороги, ні боси — але він зможе вмерти, роздавлений блоками або впавши в прірву. При грі за лисеня Тейлза наявність зібраних Смарагдів Хаосу ні до чого не веде, тому що, як і в Sonic the Hedgehog 2, він не може перетворюватися в Супер Тейлза (цього можна домогтися, лише зібравши 14 смарагдів у грі Sonic 3 & Knuckles).

### Режим Debug Mode
Як у Sonic 1 та в Sonic 2, в цій грі існує режим Debug Mode. Використовуючи його, гравець може переміщатися по рівнях і встановлювати різні ігрові елементи — шматки ландшафту, кільця, ворогів, а також спеціальні монітори з синьою буквою "S". Розбивши цей монітор, Сонік миттєво перетворюється на Супер Соніка. 
У зв'язку з новим рушієм код для режиму «Debug Mode» дещо змінився. Щоб його активувати, потрібно перш за все увійти до меню вибору рівня. Для цього в короткий проміжок між логотипом «SEGA» і титульним екраном потрібно украй швидко набрати комбінацію ВГОРУ, ВГОРУ, ВНИЗ, ВНИЗ, ВГОРУ, ВГОРУ, ВГОРУ, ВГОРУ. Після цього прозвучить дзвін кілець і на титульному екрані з'явиться додаткова опція «Sound Test», що дає можливість вибору рівнів. Увійшовши туди, слід вибрати будь-яку зону, і почати гру, затиснувши кнопку A. Якщо у верхньому лівому куті екрану будуть з'являтися дрібні цифри, значить гравець активував режим Debug Mode.

## Розробка
Як і Sonic the Hedgehog 2, розробка Sonic 3 знаходилася в руках «Sega Technical Institute» — підрозділу компанії Sonic Team в США. Однак розробники хотіли, щоб продовження обов'язково виявилося кращим за і без того успішну Sonic the Hedgehog 2, тому очолити його створення запросили програміста оригінальної гри Юдзі Нака і її ведучого дизайнера Хірокадзу Ясухара. 
Основною вимогою Юдзі Нака було те, що він має намір працювати винятково разом зі своєю командою з японського штату Sonic Team. Коли спільна робота двох груп, американської та японської, викликала для обох сильні незручності, пов'язані з культурною та мовною приналежністю, всі вони схвалили рішення, при якому основна розробка Sonic 3 була віддана команді Юдзі Нака (американська команда з «Sega Technical Institute», у цей час, перейшла до створення іншої гри, Sonic Spinball). Хоча директор «Sega Technical Institute», Роджер Гектор, і брав участь у роботі над Sonic the Hedgehog 3, пропонуючи концепції майбутньої гри і надаючи всіляку підтримку команді, Юдзі Нака був головним програмістом і лідером проекту . 

Зона «Mushroom Valley» (прототип «Mushroom Hill»), представлена у вигляді безладних тайлів і цифр.

Як вже говорилося раніше, розробники розраховували на величезний успіх Sonic the Hedgehog 3. За раннім задумом гру хотіли навіть перевести на абсолютно новий рушій із ізометричною графікою (пізніше це втілилося в грі Sonic 3D). Але побоюючись, що це змінить гру надто кардинально, Sonic 3 повернули традиційний вид збоку. Тим не менш, в процесі розробки Sonic the Hedgehog 3 виходила дуже великою грою для консолі Sega Mega Drive. Одного картриджа для неї просто б не вистачило, а Sonic Team, попри те, що не втручалася в роботу над грою і надавала команду розробників самим собі, планувала випуск Sonic 3 вже до Різдва. У підсумку гра була скорочена, і всі вирізані з неї рівні, а також можливість грати за нового персонажа єхидну Наклза були втілені в наступній грі Sonic & Knuckles як прямому сиквелі Sonic the Hedgehog 3, випущеному в тому ж 1994 році. У меню вибору рівнів Sonic 3, доступному за допомогою кодів, так і залишилися недіючі посилання на зони з Sonic & Knuckles: «Flying Battery», яка на той момент ішла перед «Launch Base Zone», «Mushroom Valley», що змінила в Sonic & Knuckles назву на «Mushroom Hill», і «Sandopolis»; крім того, в тому ж меню можна прослухати ігрову музику, серед якої присутні композиції з саундтрека до Sonic & Knuckles. 
Створення саундтрека до Sonic the Hedgehog 3 виявилося непростою справою в розробці гри. Враховуючи, що Масато Накамура, композитор Sonic the Hedgehog та Sonic the Hedgehog 2, не взяв участь у створенні третьої частини, розробники запросили до написання саундтрека знаменитого співака Майкла Джексона, разом з його власною командою звукозапису. Майкл Джексон встиг виконати значну частину роботи над музикою Sonic 3, поки в 1993 році в суспільстві не відбувся великий скандал, що обертається навколо звинувачення співака в розбещенні неповнолітніх. Через це розробники вирішили, що участь Майкла Джексона у створенні гри може принести багато проблем, у зв'язку з чим їм довелося зробити великі переробки в саундтреці. Відсутні елементи саундтрека були написані американським композитором Говардом Дроссіном і японським композитором Дзюн Сеноуе, однак відгомони творчості Джексона в музиці Sonic the Hedgehog 3 все-таки залишилися.

## Комплектації
Нижче наведено список збірників, в які увійшла гра Sonic the Hedgehog 3: 
- Sonic & Knuckles Collection для ПК (1997)
- Sonic Jam для Sega Saturn (1998)
- Sonic & Garfield Pack для ПК (1999)
- Sonic Action Pack для ПК (2000)
- Sonic Action 4 Pack для ПК (2001)
- Twin Pack: Sonic CD and Sonic & Knuckles Collection для ПК (2002)
- Sonic Mega Collection для Nintendo GameCube (2002)
- Sega PC Mega Pack для ПК (2003)
- Sonic Mega Collection Plus для PlayStation 2 і Xbox (2004)
- Sonic Mega Collection Plus & Super Monkey Ball Deluxe для Xbox (2005)
- Tectoy Mega Drive 3 для Tectoy (2008)
- Sega Fun Pack: Sonic Mega Collection Plus & Shadow the Hedgehog для PlayStation 2 (2009)
- Sonic's Ultimate Genesis Collection для PlayStation 3 і Xbox 360 (2009)
- Sonic PC Collection для ПК (2009)
- Sonic Classic Collection для Nintendo DS (2010)

Також Sonic 3 портовано на консолі: 
- Sonic the Hedgehog 3 для Tiger LCD (1994)
- Як частина Virtual Console для Wii (2007)
- Як частина Microsoft Live Arcade (2009)

## Інше
- На рівнях Angel Island та Ice Cap, після того, як гравець зайшов у бонус або зазнав поразки в першому акті, буде грати музика другого акту.

- Наприкінці першого акту зони «Launch Base» з'явиться Доктор Еггман, що поспішає до місця бою. Якщо, керуючи з другого геймпада лисеням Тейлзом, застрибнути на нього згори і вдарити 256 разів, то після останнього він лусне, як звичайний ворог.

- У режимі змагання перші літери з назв рівнів йдуть за латинським алфавітом: A, B, C, D, E.

- У кінці зони «Angel Island» перед босом Соніка та Тейлза бомбардує «Літаюча батарея» (англ. Flying Baterry), яка є другим рівнем в грі Sonic & Knuckles.